# Слюсаренко, Сергей Сергеевич
Серге́й Серге́евич Слюсаре́нко (16 мая 1955, Минск, Белорусская ССР) — русскоязычный писатель-фантаст, поэт, физик, проживающий в Минске, кандидат физико-математических наук

## Биография
Сергей Слюсаренко родился 16 мая 1955 года в Минске. В 1972 году окончил среднюю школу с золотой медалью. Учился на физическом факультете БГУ и ХГУ, по окончании в 1977 году работал на радиофизическом факультете ХГУ. В 1978-79 годах проходил службу в армии, младший сержант.
С 1981 года работал в Институте физики Академии наук в Киеве. В 1990 году получил звание кандидата физико-математических наук.
Сергей Слюсаренко — автор многочисленных публикаций и международных патентов в области оптической голографии, лазерной физики, физики жидких кристаллов. Работал по приглашению в университетах Италии, США, Испании, Франции, Германии, Польши.

## Семья
Жена, Слюсаренко (Одинцова) Людмила — художник, писатель. Сын Сергей — доктор наук, научный сотрудник университета г. Брисбен, Австралия. Дочь, Мария, студентка

## Творчество
Сергей Слюсаренко пишет в жанре фантастики. Дебютировал в 2003 году с рассказом «Воля к полёту». Повести и рассказы публиковались в журналах «Реальность фантастики», «Если», «Химия и жизнь», тематических сборниках. Участник межавторского буриме-проекта «Дорога к Марсу» и цикла «Пограничье».

### Романы
- «Тактильные ощущения». — Санкт-Петербург: ЛЕНИЗДАТ, 2005. — 336 с. — (Боевая фантастика). — 7850 экз. — ISBN 5-289-02231-7.
- «Шаг в небо». — Санкт-Петербург: ЛЕНИЗДАТ, 2008. — 352 с. — (Боевая фантастика). — 4050 экз. — ISBN 978-5-9942-0045-2.
- «Ночь человека». — М.: АСТ, 2008. — 224 с. — (Звёздный лабиринт). — 3000 экз. — ISBN 978-5-17-049127-8.
- «Кубатура сферы (КС-1)». — М.: АСТ, 2009. — 384 с. — (S.T.A.L.K.E.R.). — 80 000 экз. — ISBN 978-5-17-064004-1. (входит в серию книг по миру компьютерной игры S.T.A.L.K.E.R.)
- «Системный властелин». — М.: АСТ, 2010. — 352 с. — (Звёздный лабиринт). — 4000 экз. — ISBN 978-5-4215-1362-9. (авторский сборник, содержит романы «Системный властелин», «Ночь человека» и рассказы)
- «Константа связи (КС-2)». — М.: АСТ, 2011. — 346 с. — (S.T.A.L.K.E.R.). — 60 000 экз. — ISBN 978-5-17-071558-9, 978-5-271-34352-0. (входит в серию книг по миру компьютерной игры S.T.A.L.K.E.R.)
- «Красный сигнал(КС-3)». — М.: АСТ, 2011. — 352 с. — (S.T.A.L.K.E.R.). — 60 000 экз. — ISBN 978-5-17-073622-5. (входит в серию книг по миру компьютерной игры S.T.A.L.K.E.R.)
- «Друзья бога». — М.: АСТ, 2011. — 385 с. — (Корсары). — 2000 экз. — ISBN 978-5-17-066935-6. (Мистико-исторический роман)
- "Коллективное сознательное" КС-4. АСТ 2013
- "Дорога к Марсу" , в группе авторов ЭКСМО 2013
- "Кромешный свет" КС-5. АСТ 2014
- "Критерий страха" КС-6 АСТ 2019

### Повести и рассказы
- «Воля к полёту» (2003)
- «Кольцо царя Соломона» (2003)
- «Кто-то пролетел на закате…» (2004)
- «Мимикрия» (2004)
- «Взлететь на рассвете» (2005)
- «Разговоры» (2005)
- «В нашу гавань заходили корабли» (2006)
- «Вам — взлёт!» (2006)
- «Старик, который не смотрел на звёзды» (2006)
- «Кому зажигают звёзды» (2007)
- «Пока плывём» (2008)
- «Дозаправка с последствиями» (2010, в рамках проекта «Дорога к Марсу»)
- «Дом, который...» (2010)
- «Звёздный галфвинд» (2010, в рамках проекта «Дорога к Марсу»)
- «Крик трясогузки» (2010)

## Премии
| Год  | Произведение          | Премия                                                       | Место вручения         |
| ---- | --------------------- | ------------------------------------------------------------ | ---------------------- |
| 2006 | «Тактильные ощущения» | Поощрительная премия ESFS за дебют                           | Портал, Киев           |
| 2006 | «Тактильные ощущения» | «Серебряный Кадуцей», 2-е место в номинации «Дебютная книга» | Звёздный мост, Харьков |
| 2010 | «Кубатура сферы»      | «Золотой РосКон», 1-е место в номинации «Крупная форма»      | РосКон, Москва         |

| «Дорога к Марсу» | «Золотой РосКон», 1-е место, в группе соавторов, в номинации «Межавторский проект» | РосКон, Москва 2014 |